# Magistral
Magistral (russisk: Магистраль) er en sovjetisk spillefilm fra 1982 af Viktor Tregubovitj.

## Medvirkende
- Kirill Lavrov som Urzjumov
- Vsevolod Kuznetsov som Zjelnin
- Ljudmila Gurtjenko som Gvozdeva
- Pavel Semenikhin som Sanka
- Marina Tregubovitj som Ljudmila